# ORWO Net
ORWO Photolab GmbH ist ein deutscher Fotodienstleister mit Sitz in Bitterfeld-Wolfen in Sachsen-Anhalt. Das Unternehmen betreibt eines der größten Fotogroßlabore Europas und bietet eine breite Produktpalette, darunter klassische Fotoabzüge, Fotobücher, Wandbilder, Kalender, Fotogeschenke sowie die Entwicklung analoger Filme. Darüber hinaus werden zahlreiche individualisierte Printprodukte für Endkunden und Geschäftspartner produziert. 

## Geschichte
Der Ursprung der ORWO Net GmbH liegt in der Agfa (Actien-Gesellschaft für Anilin-Fabrikation). Dieses Berliner Unternehmen ließ ab 1909 in Wolfen die Filmfabrik als „Agfa Wolfen“ errichten. Dort wurde seinerzeit der Kine-Positivfilm hergestellt, später abgelöst vom Agfacolor-Neu-Film – dem ersten Mehrschichtenfarbfilm der Welt.
Doch auch in anderen Bereichen konnte die AGFA Wolfen glänzen: 1934 wurde mit der PeCe-Faser die erste vollsynthetische Faser in Wolfen hergestellt.
Nach Ende des Zweiten Weltkrieges 1945 beschlagnahmen die USA die wichtigsten Dokumente und Patente der Fabrik und im Zuge der Reparationszahlungen an die Sowjetunion fanden etliche Demontagen in den Werken statt. Facharbeiter wurden abgezogen und die Firmenpatente, -rezepturen u. Ä. wurden abtransportiert.
Ab dem 1. Januar 1954 wurde Agfa Wolfen von der Sowjetunion der DDR zurück überschrieben. Das Markenzeichen teilte sich Agfa Wolfen mit der Agfa Leverkusen. Diese Entscheidung wurde 10 Jahre später aufgrund handelspolitischer Konflikte zwischen Ost- und Westdeutschland zurückgenommen und die Agfa Leverkusen erhielt alle Markenrechte.
So firmierte die Filmfabrik 1964 weltweit unter dem Label „ORWO“ (ORiginal WOlfen). Unter diesem Namen wurden dann auch Informationsaufzeichnungsmaterialien wie Magnetton-, Video- und Computerbänder produziert.
Im Laufe der Jahre und im Zuge der Digitalisierung nahmen die Produktionsmengen allerdings stetig ab. Nach der Umwandlung zur ORWO AG 1990 wurde von der Treuhand die Liquidation der Filmfabrik und somit das Ende der Produktion von Filmen bekanntgegeben.
1996 investierte der Berliner Fotokaufmann Heinrich Mandermann in das Unternehmen und brachte die ORWO-Filme (nicht neu, lediglich konfektioniert) wieder in den Handel. Aufgrund einer Erkrankung des Investors folgte 1997 die Insolvenz der ORWO AG.
1999 übernahm die Lintec Computer AG die Unternehmensassets. In diesem Zuge wurden die PixelNet AG und die ORWO Media GmbH gegründet und die Produktionshallen für die digitale Fotografie vorbereitet. Wider Erwarten erfolgte allerdings kein Boom in der Digitalfotografiebranche. So stellten die PixelNet AG und Tochterfirma ORWO Media GmbH 2002 einen Insolvenzantrag wegen Zahlungsunfähigkeit.
Kurz darauf übernahm eine Investorengruppe unter Gerhard Köhler das Fotogroßlabor unter der ORWO Net GmbH. Unter dessen Leitung stiegen Produktion, Umsatz und Mitarbeiterzahl wieder stetig an. 2009 übernahm ORWO die Markenrechte der insolventen Foto Quelle GmbH. 2018 erwarb ORWO das Onlinegeschäft der Traditionsmarke Photo Dose aus Bremen. 2020 erfolgte ein Relaunch der Vertriebsmarke myFOTO.
Mitte 2023 gab die ORWO Net GmbH die erfolgreiche Fusion ihrer drei Marken PixelNet, Foto Quelle und myFOTO unter ihrer Traditionsmarke ORWO bekannt, mitsamt neuem Online-Auftritt, Software und Apps.

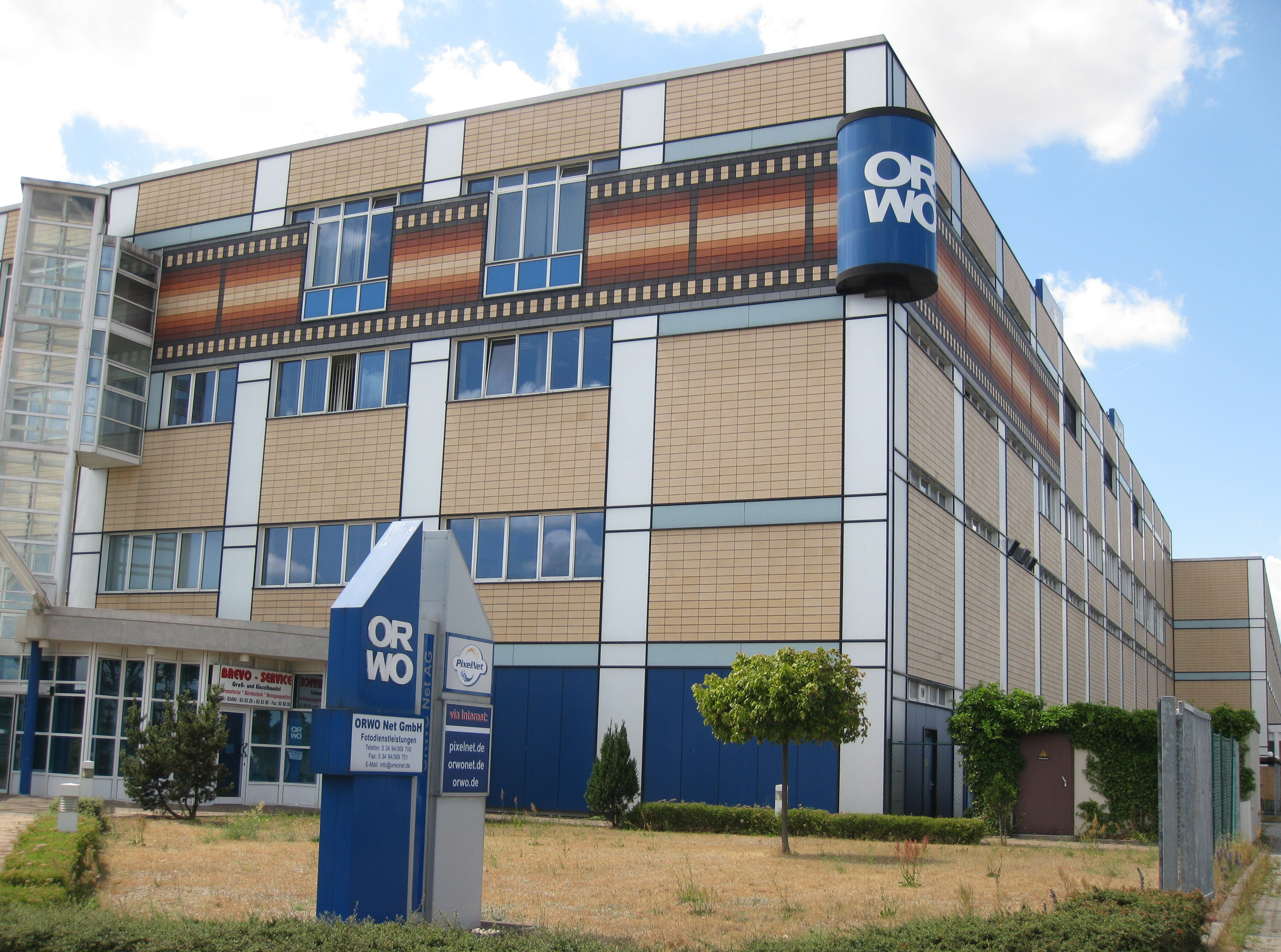
Gebäude der ORWO Net GmbH, ehemalige Konfektionierung der ehemaligen Filmfabrik Wolfen

Im März 2025 beantragte die ORWO Net GmbH ein Insolvenzverfahren.
Im Juli 2025 wurde das Unternehmen im Rahmen eines Asset Deals von der Kölner The Customization Group (TCG, Muttergesellschaft der Picanova GmbH) übernommen. Der operative Geschäftsbetrieb wird seitdem unter dem neuen Namen ORWO Photolab GmbH fortgeführt.
TCG übernahm: 
- den Produktionsstandort Wolfen (ca. 30.000 m²),

- 146 Mitarbeitende (von ca. 230 vor der Insolvenz),

- die Marke ORWO samt Onlineshop (orwo.de),

- bestehende Großkundenbeziehungen, unter anderem mit Rossmann.

TCG kündigte an, den Standort zu einem europäischen Leitwerk für Fotolaborprodukte auszubauen.

## Produktion
Am Standort Wolfen werden täglich über 2 Millionen Fotoabzüge sowie tausende Fotobücher, Wandbilder und weitere Fotoprodukte gefertigt. Die Produktionskapazität innerhalb der TCG-Gruppe liegt bei über 2,5 Millionen individualisierten Produkten pro Tag.
Der Umsatz der ORWO Net belief sich 2018 auf 41 Mio. Euro.